# Unsere Liebe Frau (Eppingen)

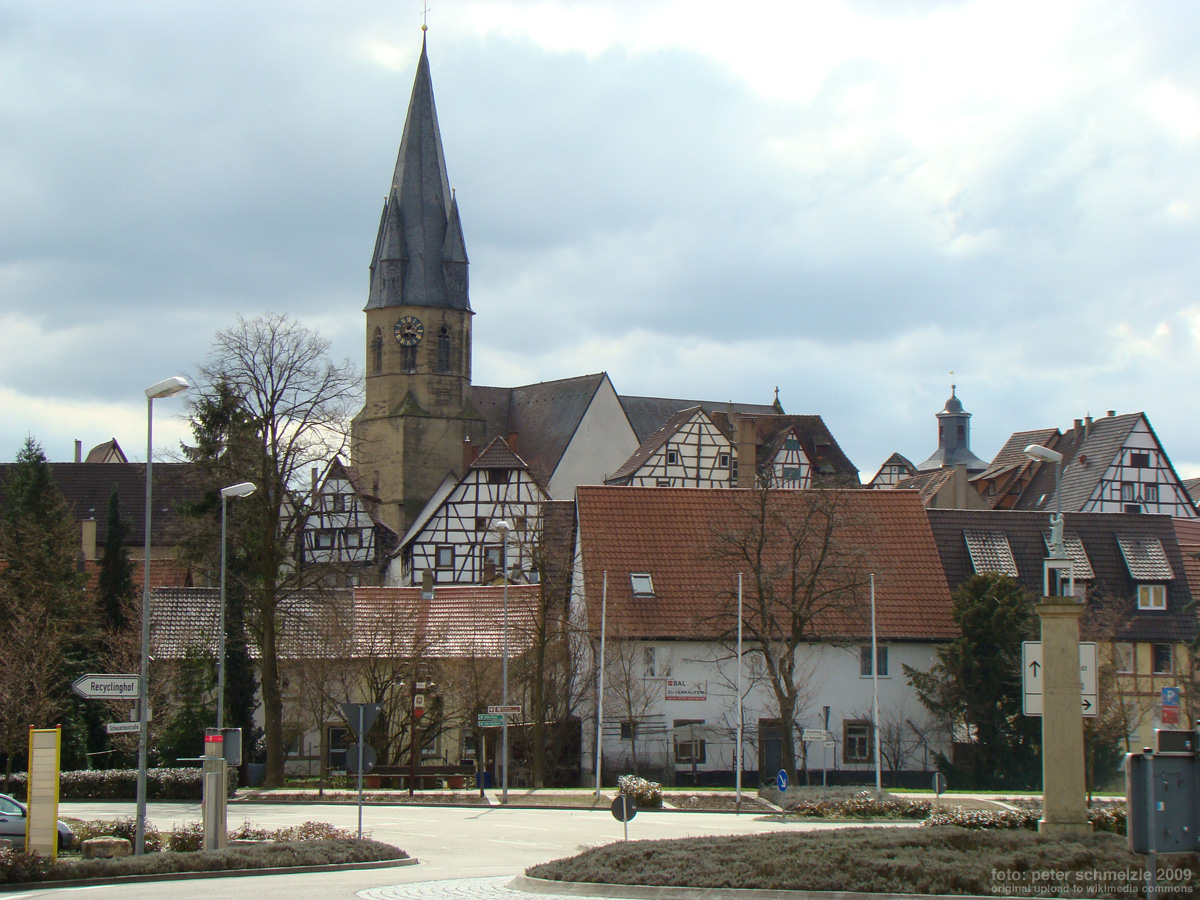
Der Turm der Pfarrkirche Unsere Liebe Frau überragt die Altstadt von Eppingen

Unsere Liebe Frau ist eine katholische Pfarrkirche in Eppingen im Landkreis Heilbronn im nördlichen Baden-Württemberg. Die Kirche ist bereits seit dem Mittelalter bezeugt und wurde, auch bedingt durch die Nutzung als Simultankirche von 1707 bis 1878, bis in die jüngste Vergangenheit vielfach umgebaut. Sie weist im Turmsockel bedeutende Wandmalereien aus dem 14. Jahrhundert auf und bildet mit der benachbarten früheren Katharinenkapelle ein markantes Ensemble im historischen Kern von Eppingen.

## Geschichte

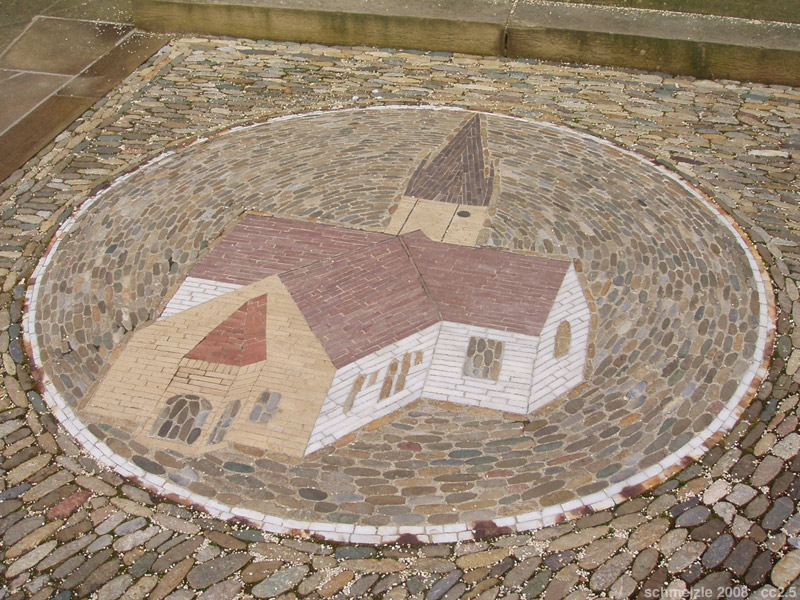
Die Bauform der Kirche auf einem Gehwegmosaik vor der Kirche

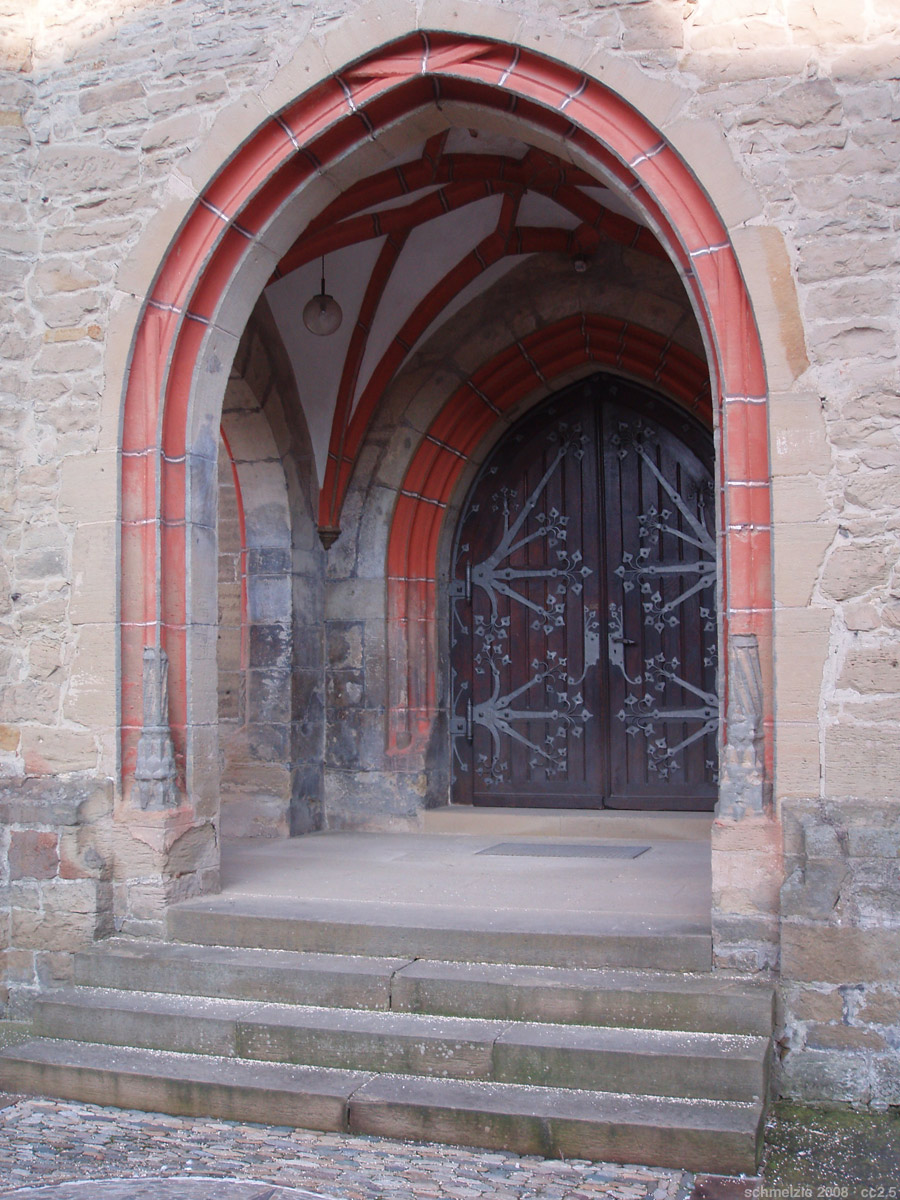
Vorhalle

Eine Kirche in Eppingen wurde bereits bei der ersten Erwähnung des Ortes in einer Schenkungsurkunde des Kaisers Otto III. aus dem Jahr 985 bezeugt. Der Sage nach wurde die Kirche um das Jahr 635 vom Merowinger-König Dagobert I. in der Zeit der fränkischen Landnahme und damit einhergehenden Christianisierung in Kraichgau und Elsenzgau gegründet. Mit einer Schenkung des Kaisers Heinrich IV. von 1057 gelangte ein großer Teil der Stadt mit der Kirche an das Bistum Speyer, bei dem die Gemeinde (später die katholische Gemeinde) bis zur Neuordnung im 19. Jahrhundert verblieb. Seit 1057 bestand an der Eppinger Kirche auch die Speyrer Pfarrpfründe.
Im hohen Mittelalter um 1200 bestand am Platz der heutigen Kirche eine frühgotische Chorturmkirche. Der Chor im Sockel des Turmes war nach Osten ausgerichtet, nach Westen schloss sich das Langhaus an. Turm und Langhaus wurden verschiedentlich erweitert und umgebaut.
Als 1555 die Reformation in der Kurpfalz eingeführt wurde, der Eppingen seit dem 15. Jahrhundert angehörte, wurde der Ort zunächst überwiegend lutherisch, 1562 wurde durch den Landesherrn das reformierte Bekenntnis eingeführt. Je nach Landesherrn wechselte insgesamt elfmal das Bekenntnis. Seit 1698 gab es wieder katholische Geistliche in Eppingen, nachdem es auch vorher vereinzelt Katholiken gegeben hatte, die jedoch von benachbarten Pfarrern betreut worden waren.
1707 wurde die Pfarrkirche als Simultankirche unter Katholiken und Reformierten durch eine Trennwand aufgeteilt: die Reformierten erhielten das Langhaus, die Katholiken den Chor. Um 1750 gab es auch wieder Lutheraner, welche jedoch die an anderer Stelle in der Stadt liegende ehemalige Peterskapelle für ihre Gottesdienste nutzen konnten. Die Katholiken hatten den vergleichsweise kleinen Chor der Kirche erhalten und erweiterten diesen aus Platzmangel 1806/07 um ein Querhaus nach Norden. Nach dem Zusammenschluss von Reformierten und Lutheranern zur evangelischen Gemeinde 1821 und der Schließung der Peterskapelle 1827 wurde der Langhausteil für die auf über 1700 Gläubige angewachsene evangelische Gemeinde auch zu klein, so dass man von evangelischer Seite einen Neubau erwog.
Nach Baubeginn der Evangelischen Stadtkirche 1876 erwarb die katholische Gemeinde die vormals evangelischen Teile der Kirche. Die größte und älteste der vier Glocken, die Osanna-Glocke von 1516, wurde 1878 in die neue evangelische Kirche übernommen. Ebenfalls in die evangelische Kirche kam der alte Grundstein der Kirche von 1435. 1881 erwarb die katholische Gemeinde schließlich noch von Stiftschaffnei Sinsheim das Langhaus und war damit in Besitz des gesamten Kirchengebäudes. Die Kirche wurde 1890/91 erweitert, wobei ein von einem Kreuzgewölbe überspannter Chor vor dem ursprünglichen Chorturm eingezogen wurde. Der Chorturm verlor dadurch seine ursprüngliche Funktion und verkam zeitweise zur Rumpelkammer, bevor er 1962/63 durch Valentin Peter Feuerstein restauriert und wieder zugänglich gemacht wurde. Das nachträglich eingezogene Kreuzgewölbe vor dem Chor wurde wieder entfernt, als die Kirche 1969 bis 1974 um ein Querschiff unmittelbar vor dem Turm ergänzt wurde, wodurch sie ihre heutige Gestalt erhielt.
Die Pfarrgemeinde Unsere Liebe Frau Eppingen mit ihrer Filialgemeinde Mariä Schmerzen Mühlbach bildet mit den Pfarrgemeinden St. Valentin Rohrbach, Mariä Geburt Richen und St. Marien Gemmingen/Stebbach die Seelsorgeeinheit Eppingen.

## Beschreibung

### Architektur und Ausstattung
Die Kirche hat den Grundriss eines lateinischen Kreuzes, wobei der nach Osten ausgerichtete Turm den kurzen Oberteil bildet. Das Langhaus bildet den nach Westen zeigenden, längeren Unterteil des Kreuzes, das Querhaus ist der Querbalken. In der Vierung von Langhaus und Querhaus befinden sich der Zelebrationsaltar und der Ambo. Westlich an das Langhaus schließt eine kleine Vorhalle mit gotischen Bogenportalen an.
Die ältesten Teile des auf quadratischem Grundriss erbauten Turmes datieren um 1200, der achteckige Aufsatz ist jünger. Das alte, in west-östlicher Richtung anschließende Langhaus mit Vorhalle ist am Hauptportal auf 1435 datiert, das vor dem Turm liegende Querhaus wurde von 1969 bis 1974 anstelle des Chors aus dem 19. Jahrhundert errichtet.
An der westlichen Wand des alten Langhauses und über der Sakristei im südlichen Flügel des Querhauses befinden sich Emporen.
In der Mitte der Turmkapelle befindet sich eine bronzene Tabernakelstele von Frido Lehr von 1974. Lehr schuf außerdem in der Vierung den modernen Zelebrationsaltar und einen passenden Ambo aus Sandstein, die beide die gotischen Friese der Turmkapelle aufgreifen, sowie das Vortragekreuz und im nördlichen Querhaus einen mehrteiligen Kreuzweg.

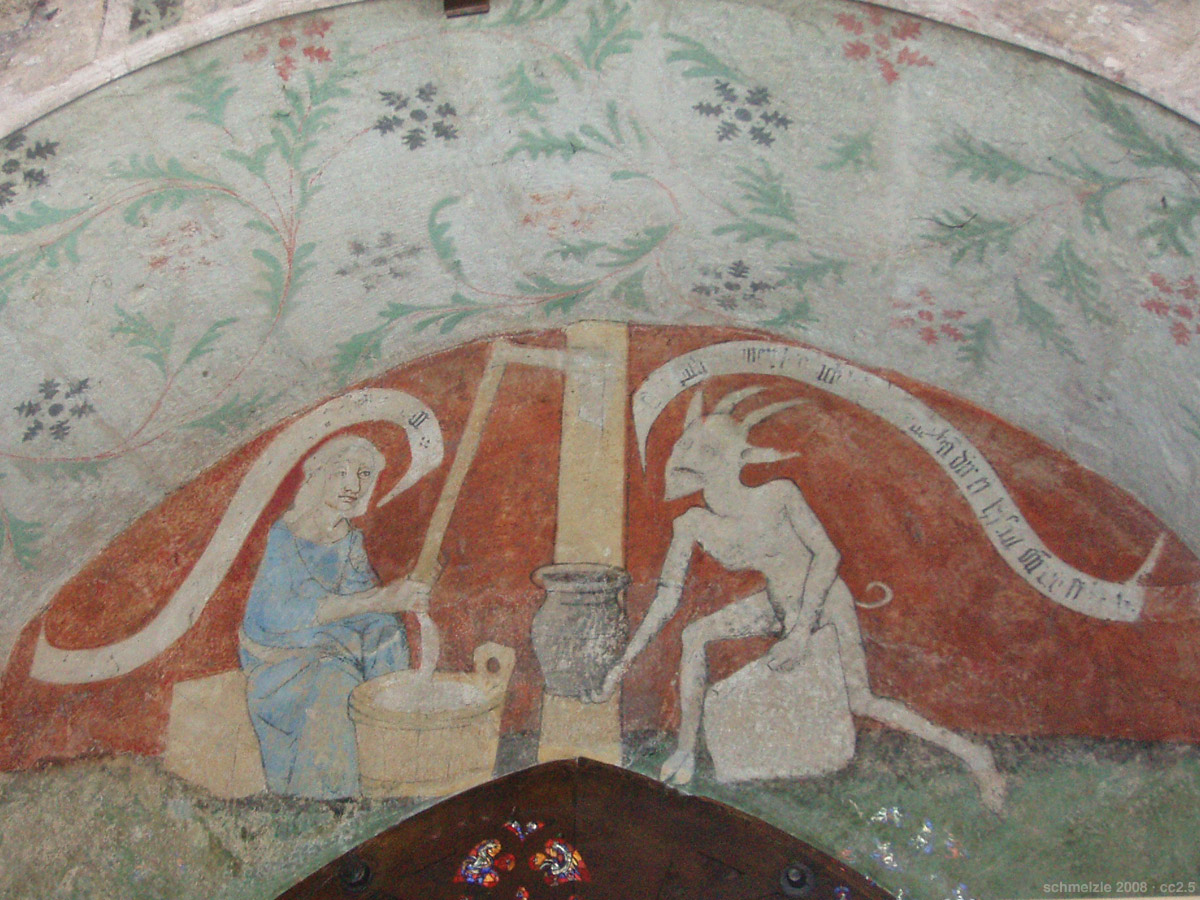
Nördlicher Portalbogen mit Milchhexe

Der Umbau von 1969 bis 1974 erfolgte unter Leitung von Baudirektor Hans Rolli und dem Bauoberamtmann Günter Sauer, der selbst die Glasmalereien der Sakristeifenster schuf. Die historischen Fresken im Untergeschoss des Turms und an der Nordwand des Langhauses wurden von Valentin Peter Feuerstein restauriert, der auch die Bemalung mehrerer Maßwerkfenster und weiteren Bilderschmuck der Kirche geschaffen hat, darunter 1977 den Portalbogen des südlichen Seitenportals mit Themen aus der Apokalypse, die die historische Milchhexen-Ausmalung des gegenüberliegenden Nordportals ergänzt.
An der nördlichen Ecke zum Querhaus befindet sich eine historische Kanzel. Deren ebenfalls erhaltener Handlauf wurde im südlichen Querhaus beim Taufstein befestigt. In der Kirche befinden sich noch weitere religiöse Kunstwerke verschiedener Epochen, darunter eine barocke Madonnenfigur im Chor, aber auch eine 1997 entstandene Serie von sieben gläsernen Motivtafeln von Markus Artur Fuchs.
An der Südseite der Kirche befinden sich ein Armakreuz von Friedrich Andernach (1955/92), das den römischen Hauptmann Longinus thematisiert, der Christus mit der Lanze die Seite öffnete, sowie eine Sonnenuhr von 1995.

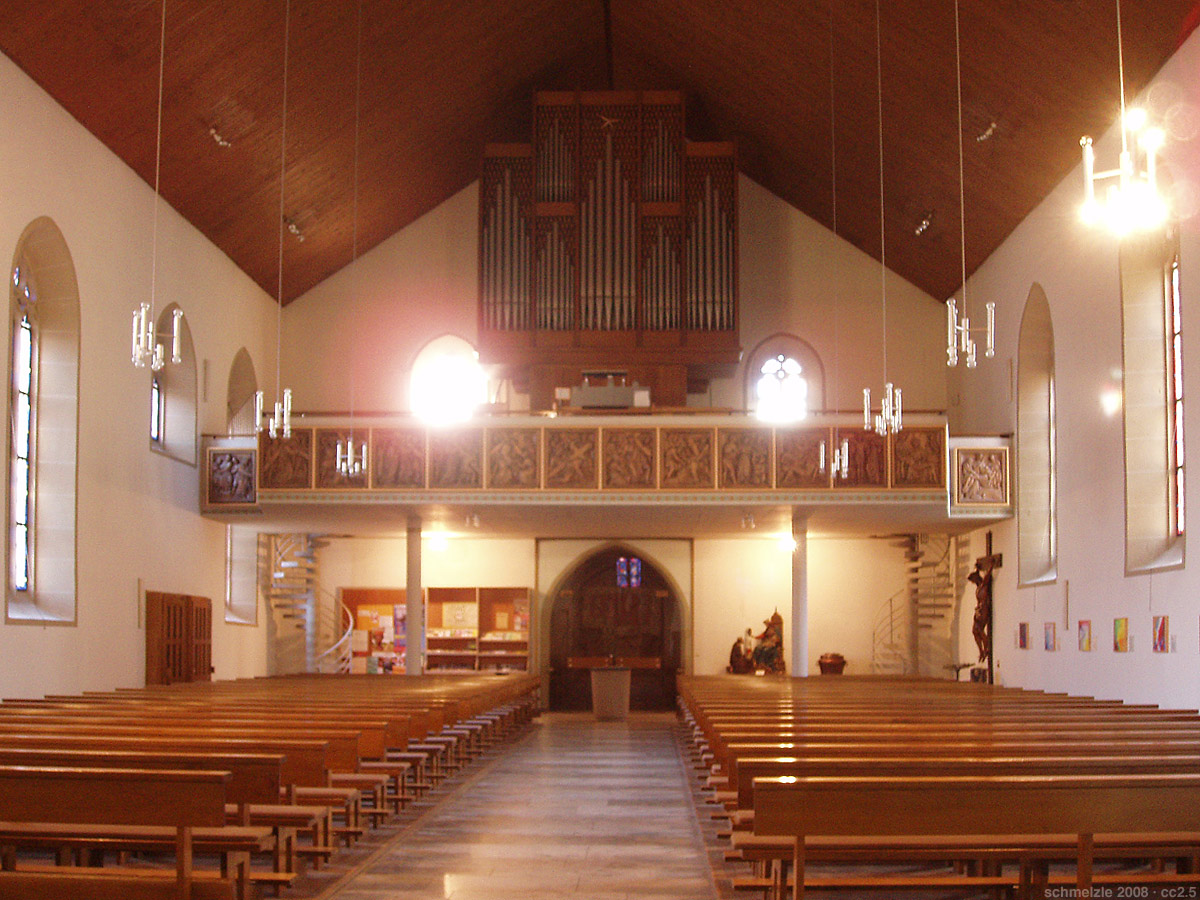
Blick nach Westen zur Orgel-Empore
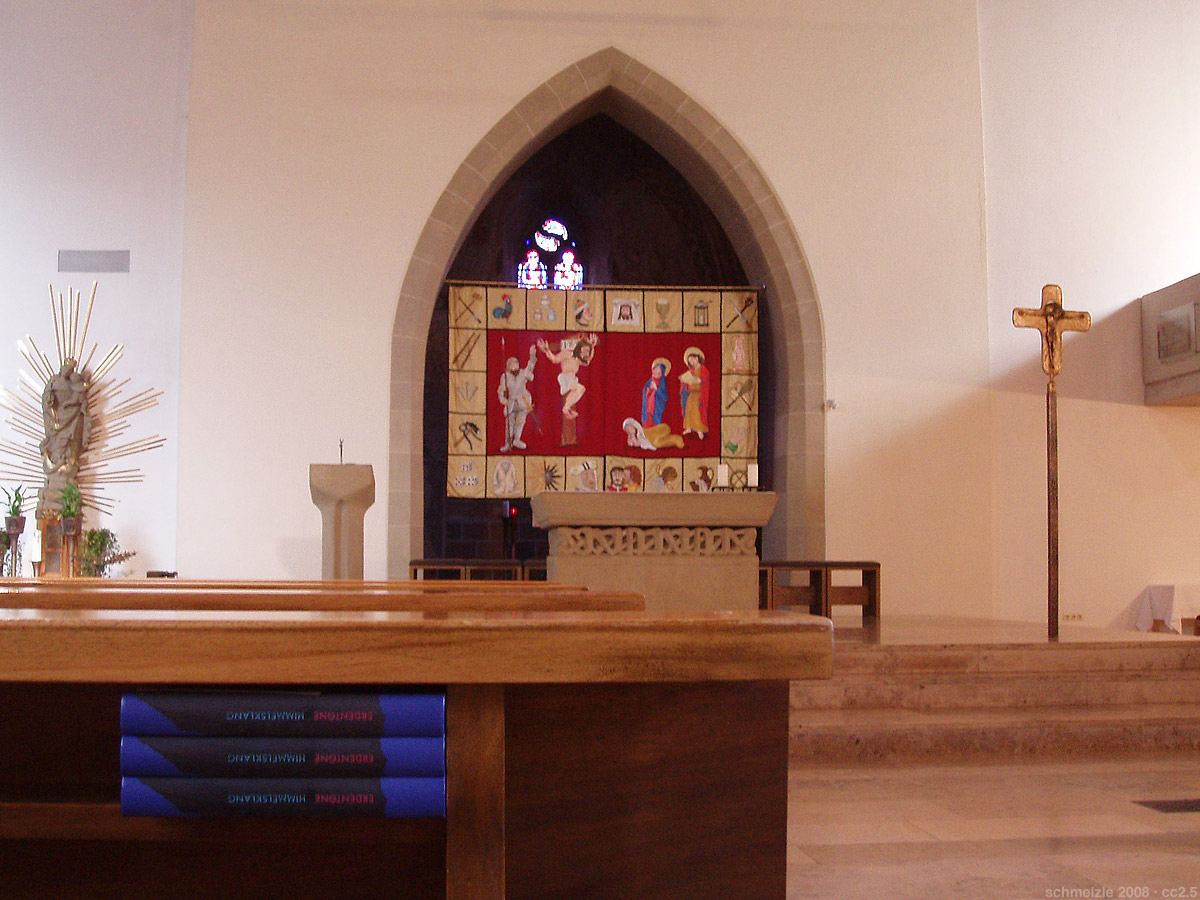
Blick nach Osten zum Altar vor der Turmkapelle
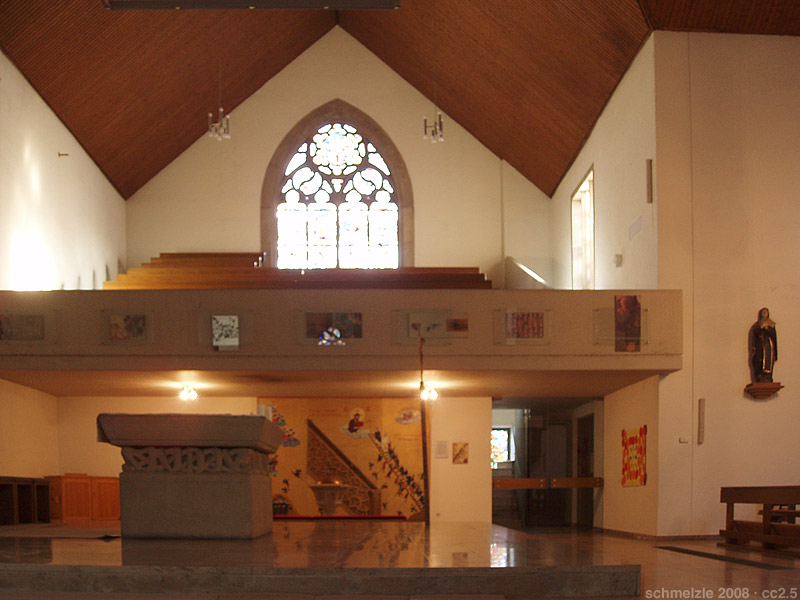
Südliches Querhaus mit Sakristei
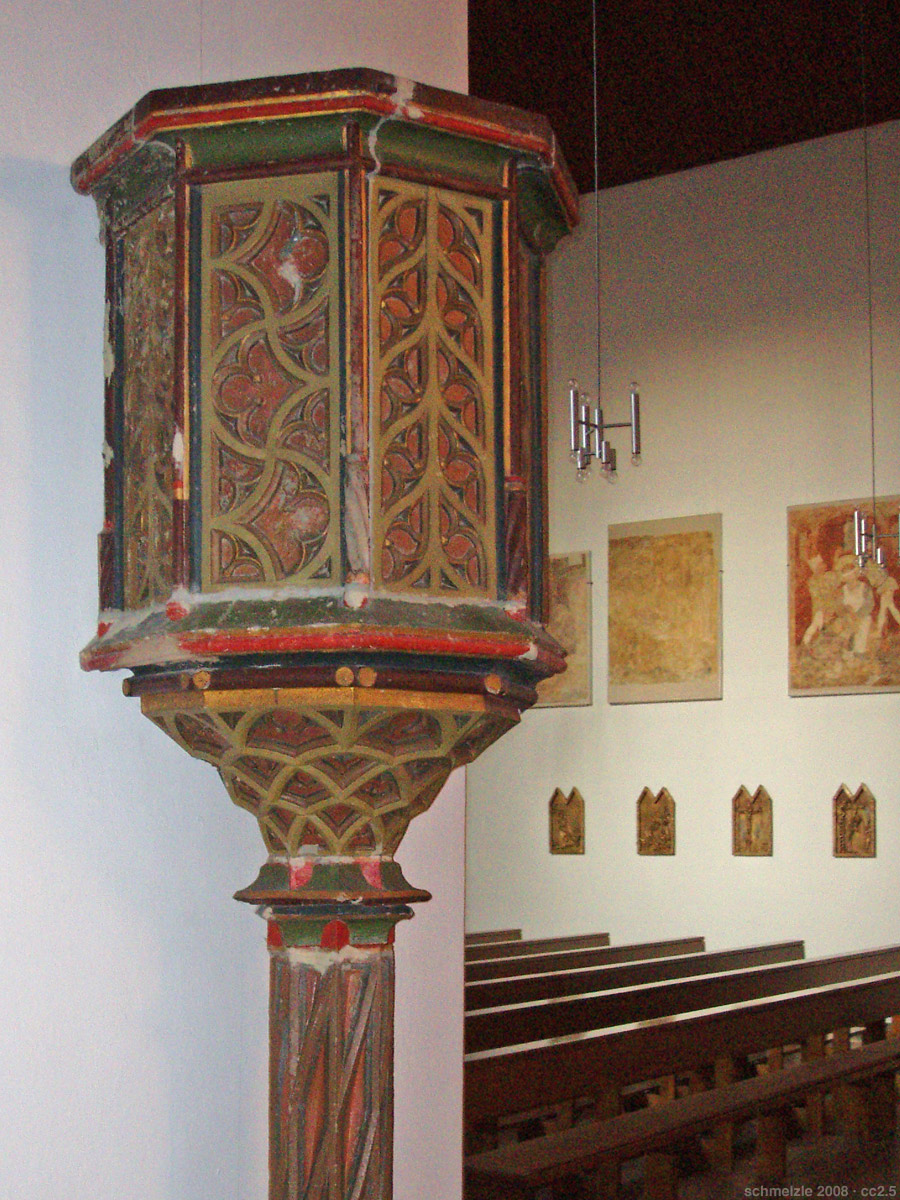
Historische Kanzel
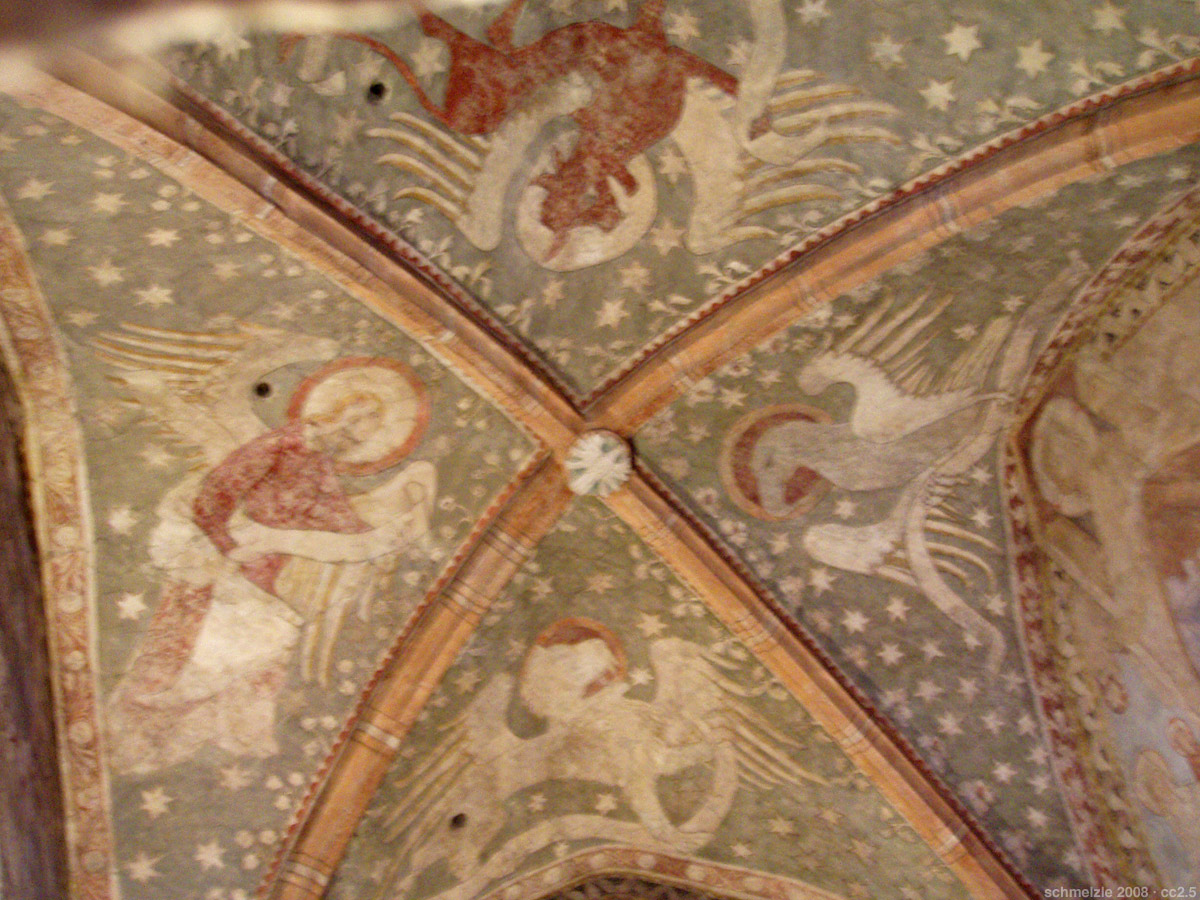
Evangelistensymbole im Gewölbe
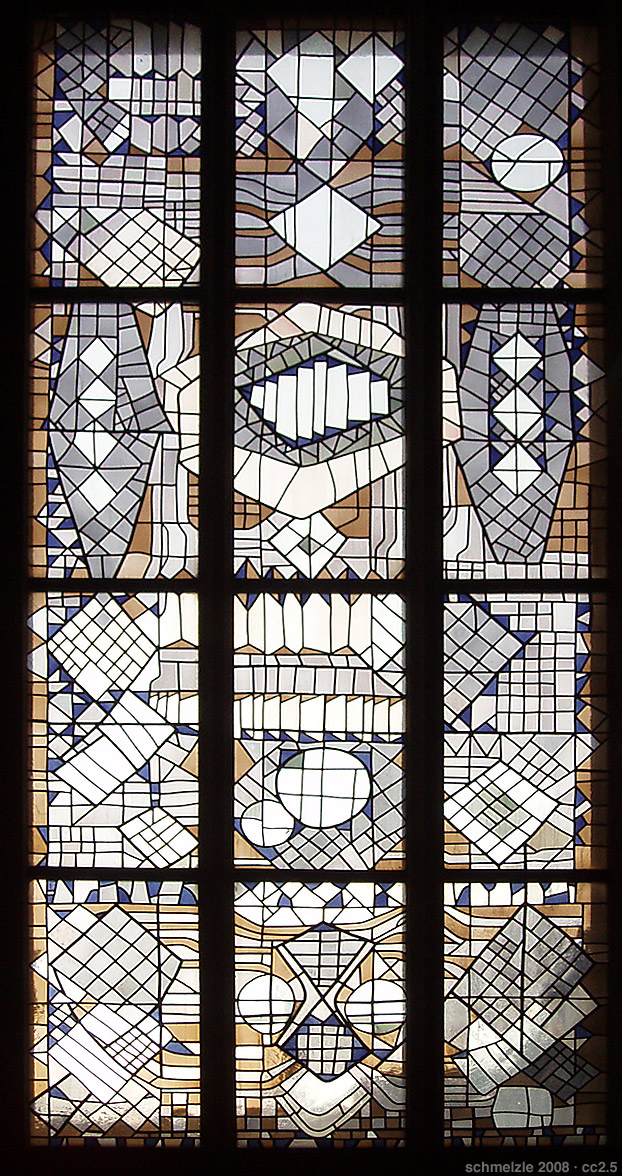
Fenster im nördlichen Querhaus

### Wandmalereien
In dem nach Westen zum Langhaus hin geöffneten Untergeschoss des Turmes befinden sich qualitätvolle historische Wandmalereien. Bei diesen Malereien handelt es sich um Seccomalerei al Fresco, bei der auf den trockenen Putz eine nasse Kalkschicht aufgebracht und diese dann bemalt wurde. Die Malereien entstanden vermutlich im Zuge eines Umbaus des Chorturms im 14. Jahrhundert, wurden jedoch zu einem unbekannten Zeitpunkt übertüncht. Im Wesentlichen sind die Vorzeichnungen der Gemälde erhalten, während die darüber hinausgehende malerische Ausarbeitung vor allem bei der 1962/63 vollendeten Freilegung der Malerei verlorenging. Aufgrund stilkritischer Vergleiche mit den Malereien im Münster in Konstanz und in der Marienkirche in Reutlingen werden die Eppinger Chormalereien von der jüngeren Forschung auf die Zeit um 1340/50 datiert.
An den Wänden der Turmkapelle gibt es drei übereinanderliegende Bilderfriese, die jeweils von Horizontalstreifen mit gotischem Laubwerk getrennt sind, die wiederum auch dem Deckengewölbe folgen und sich im Schlussstein vereinen. An den Wänden zeigen in rechteckige Felder gereihte Bilder Szenen aus der Kindheit und der Passion Jesu sowie die zwölf Apostel, am Durchgang zur Kirche sind zwei Bischöfe zu sehen. Im Deckengewölbe befinden sich die vier Evangelistensymbole Adler, Stier, Löwe und Mensch. Auffällig am Bildprogramm ist, dass die Bildfolge zum Leben Jesu mit der Grablegung abschließt und auf das österliche Erlösungsgeschehen verzichtet wird. Außerdem sind die Szenen mit Bethlehemitischem Kindermord und der Flucht nach Ägypten in ihrer Abfolge zugunsten wechselseitiger axialer Bezüge mit weiteren Motiven vertauscht. Über den unbekannten Meister der Gemälde ist nichts bekannt. Seine Stilistik verweist auf die Malerei des Bodenseegebiets in der ersten Hälfte des 14. Jahrhunderts. An der Nordwand der Turmkapelle befindet sich ein Heiliges Grab mit mittelalterlicher Grabwächterplatte.
Im Langhaus sind an der Nordseite Fresken aus dem frühen 16. Jahrhundert mit weiteren Bibelszenen erhalten, darunter Verkündigung Mariä, Geburt Jesu und Gefangennahme Jesu. Aus derselben Zeit stammt die Ausmalung des nördlichen Seitenportalbogens, wo eine Milchhexe und der Teufel zu sehen sind. Die Sage der Milchhexe soll auf den Straßburger Prediger Johann Geiler von Kaysersberg zurückgehen, der in einer Predigt von 1508 Hexen für das Ausbleiben der Milch bei kranken Kühen verantwortlich machte. Der Teufel trägt demzufolge die Milch aus der Kuh, damit eine Hexe sie andernorts aus einem Gegenstand melken kann. Das Bild zeigt, wie in Geilers 1517 gedruckter Predigt beschrieben, wie eine Hexe Milch aus einer Axt melkt. Die ursprüngliche Beschriftung des Bildes ist nur noch fragmentarisch erhalten.

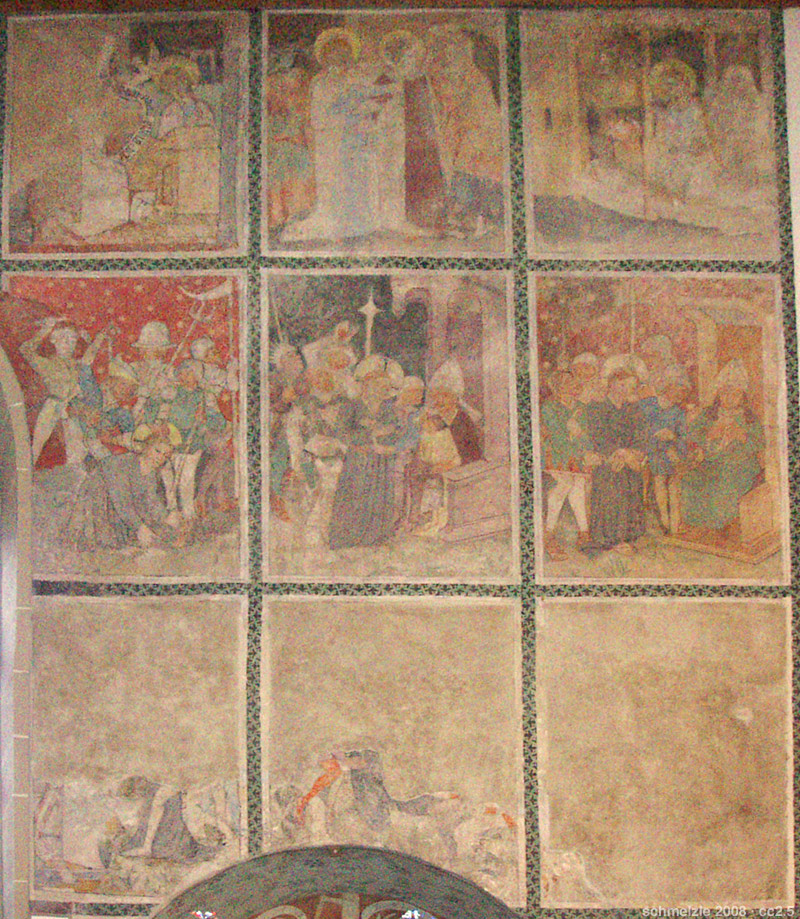
Wandmalerei im Langhaus
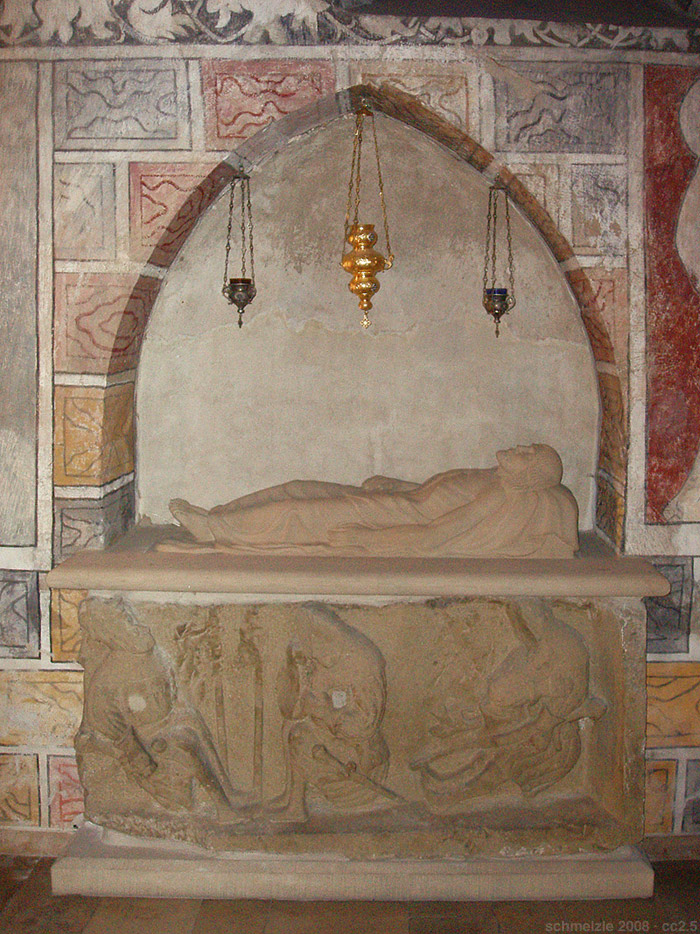
Heiliges Grab

### Orgel
Die Orgel auf der Westempore wurde anlässlich der Restauration 1974 von dem Unternehmen Klais in Bonn eingebaut. Das zweimanualige Instrument hat 35 Register und insgesamt 2035 Orgelpfeifen. Die Spieltrakturen sind mechanisch, die Registertrakturen elektrisch. Die Brüstung der Empore ist mit einem geschnitzten Kreuzweg-Fries aus Oberammergau um 1920 geschmückt.
| I Hauptwerk C–3 |                      |       |
| 1.              | Bourdon              | 16′   |
| 2.              | Principal            | 8′    |
| 3.              | Rohrgedackt          | 8′    |
| 4.              | Holzflöte            | 8′    |
| 5.              | Salicional           | 8′    |
| 6.              | Octav                | 4′    |
| 7.              | Flute octaviante     | 4′    |
| 8.              | Superoctav           | 2′    |
| 9.              | Larigot              | 1⁄3′  |
| 10.             | Grand Jeu III-V      | 2 ⁄3′ |
| 11.             | Mixtur IV            | 1′    |
| 12.             | Trompette harmonique | 8′    |
| 13.             | Clairon harmonique   | 4′    |
|                 | Cymbelstern          |       |

| II Schwellwerk C–3 |                 |        |
| 14.                | Holzgedackt     | 8′     |
| 15.                | Quintatön       | 8′     |
| 16.                | Viola di Gamba  | 8′     |
| 17.                | Vox caelestis   | 8′     |
| 18.                | Geigenprinzipal | 4′     |
| 19.                | Rohrflöte       | 4′     |
| 20.                | Quint           | 2 ⁄3′  |
| 21.                | Octavin         | 2′     |
| 22.                | Terz            | 1 3⁄5′ |
| 23.                | Sifflet         | 1′     |
| 24.                | Cymbel IV       | 2⁄3′   |
| 25.                | Dulcianregal    | 16′    |
| 26.                | Basson-Hautbois | 8′     |
|                    | Tremulant       |        |

| Pedal C–1 |                              |       |
| 27.       | Principalbaß                 | 16′   |
| 28.       | Subbaß (Nr. 1 )              | 16′   |
| 29.       | Oktavbaß                     | 8′    |
| 30.       | Violon (Nr. 5)               | 8′    |
| 31.       | Tenoroctav                   | 4′    |
| 32.       | Rauschpfeife III-IV (Nr. 10) | 2 ⁄3′ |
| 33.       | Bombarde                     | 16′   |
| 34.       | Posaune (Nr. 12)             | 8′    |
| 35.       | Trompete (Nr. 13)            | 4′    |

- Koppeln: II/I, I/P, II/P
- Spielhilfen: 32×99-fache elektronische Setzeranlage

### Glocken
Das aus vier Glocken bestehende Geläut der Kirche wurde 1921 beim Bochumer Verein gegossen und in den bereits bestehenden, aus Eichenholz gezimmerten Glockenstuhl gehängt. Die vier Glocken haben folgende Daten:
- Glocke 1: Ton d′, Gewicht 1318,5 kg, Durchmesser 149 cm
- Glocke 2: Ton f′, Gewicht 995,5 kg, Durchmesser 133,3 cm
- Glocke 3: Ton as′, Gewicht 591 kg, Durchmesser 110 cm
- Glocke 4: Ton ces″, Gewicht 343,5 kg, Durchmesser 91,5 cm

Im Dachgeschoss der Vorhalle befindet sich außerdem ein neueres Glockenspiel.

## Katharinenkapelle

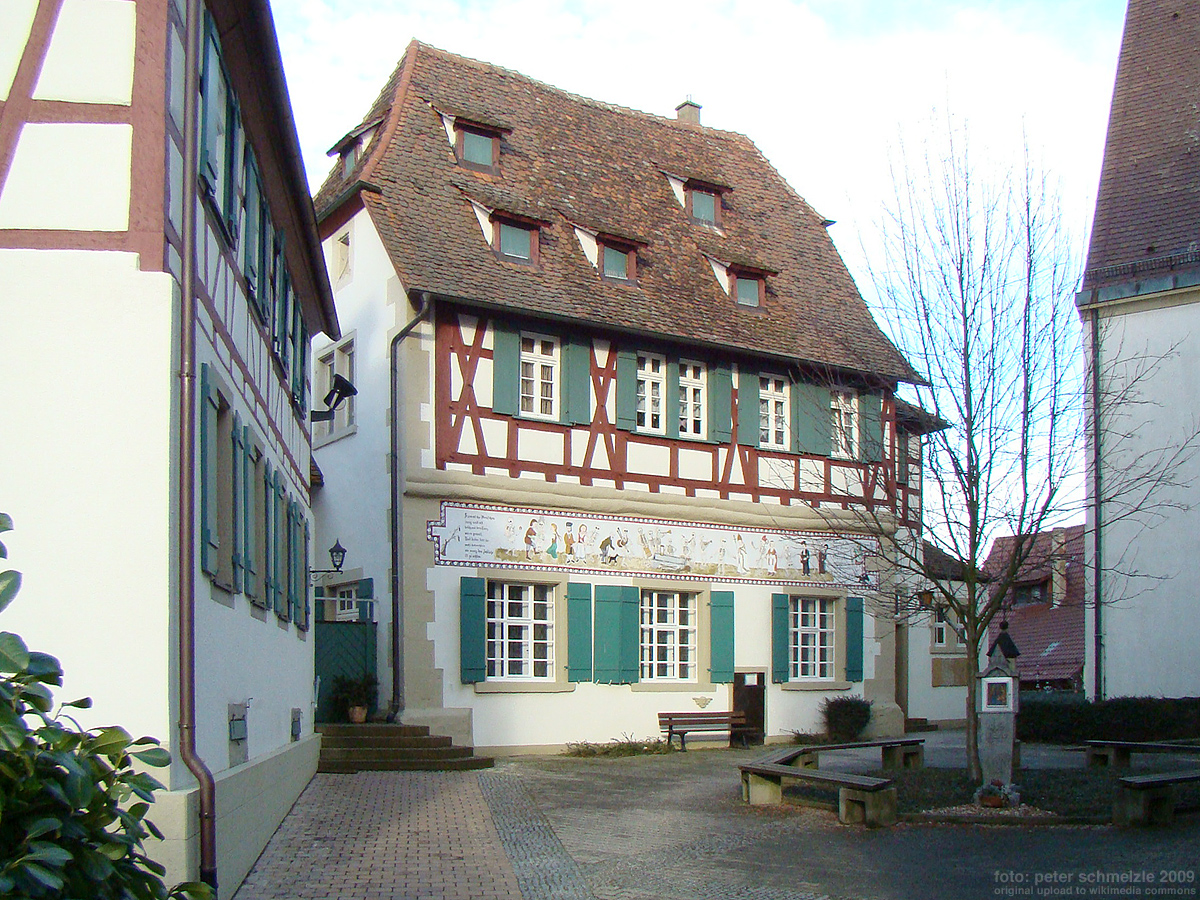
Katharinenkapelle

Nördlich der Kirche befindet sich die ehemalige Katharinenkapelle von 1450. Das durch die Hanglage an einer Anhöhe innerhalb der Stadt bedingt zum Norden hin wesentlich höhere Gebäude wurde profaniert und diente lange Zeit als Schule, weist aber noch ein spätgotisches Kreuzgewölbe auf. Bei der Kirche und der Kapelle befinden sich außerdem zahlreiche zumeist schmiedeeiserne historische Grabkreuze und weitere religiöse Skulpturen.
Seit 1991 schmückt die der Kirche zugewandte Südfassade der ehemaligen Kapelle eine 10 Meter breite Darstellung eines Totentanzes.